# Tàu ngầm lớp Walrus
Tàu ngầm lớp Walrus là loại tàu ngầm điện-diesel được phát triển vào cuối những năm 1970 để thay thế cho tàu ngầm lớp Dolfijn và lớp Zwaardvis cho lực lượng Hải quân Hoàng gia Hà Lan. Bốn chiếc đã được đóng tại xưởng đóng tàu Rotterdamsche Droogdok Maatschappij tính đến năm 2008 thì đây là loại tàu ngầm duy nhất phục vụ trong quân đội Hà Lan.
Lớp Walrus thay vì dùng bánh lái có dạng dấu + như các loại tàu ngầm trước đó thì chúng dùng thiết kế bánh lái theo dạng hình chữ x. Dang bánh lái này từng được hải quân Hoa Kỳ thử nghiệm trên chiếc tàu ngầm USS Albacore năm 1960, nhưng đến thời điểm hiện tại này thì chỉ có tàu ngầm lớp Walrus, lớp Sjöormen, lớp Collins và Kiểu 212A sử dụng dạng bánh lái này.